# 権堂駅
権堂駅（ごんどうえき）は、長野県長野市大字鶴賀権堂町にある長野電鉄長野線の駅である。駅番号はN3。特急列車を含む、全列車が停車する。

## 歴史
- 1926年（大正15年）
  - 6月28日：長野電気鉄道 須坂 - 権堂間の開業により終端駅として開業[1]。
  - 9月30日 - 河東鉄道が長野電気鉄道を吸収合併して創立した長野電鉄に移管。
- 1928年（昭和3年）6月24日：権堂 - 長野間開業により中間駅となる。
- 1970年（昭和45年）9月1日：貨物営業を廃止。
- 1974年（昭和49年）4月1日：手小荷物営業を廃止。
- 1977年（昭和52年）10月29日：地下鉄（正確には連続立体交差）工事に伴い、構内踏切を廃止。
- 1981年（昭和56年）3月1日：長野 - 善光寺下間の地下化により地下駅化[1]。

## 駅構造
相対式ホーム2面2線を有する地下駅。有人駅である。自動券売機・「KURURU（くるる）」チャージ機設置駅。
長野大通りの下に位置し、改札・出札のある地下1階には他に駅務室、宿直室、電気室、機械室があり、ホームは地下2階にある。ホームへの出入り口は1ヶ所で、改札口脇にトイレが設置されている。改札を入場し、左側が1番線、右側が2番線への階段で、ホーム中央付近へ繋がっている。地上への出入り口は4ヶ所ある。地下1階では綿半スーパーセンター権堂店（旧・イトーヨーカドー長野店）の地下売り場へ繋がっている。エスカレーターは、2番線（地下2階）から改札のある地下1階の間の上り専用のみ設置されている。エレベーターは未設置。
出札口では電車定期券・回数券・記念乗車券類のほか、長電バス定期券・長野市バスICカード「KURURU（くるる）」も取り扱う。
開業当初は地上区間であり、地上駅時代は、綿半スーパーセンター権堂店（「権堂ウエストプラザ」、旧・イトーヨーカドー長野店（「長電権堂ビル」））がある位置に駅舎があって、マンサード型の建物に特徴があった。戦後間もない頃には、2階部分が米軍に接収され、ダンスホールとして使われたことがあるという。

### のりば
| 番線 | 路線    | 方向 | 行先                       |
| ---- | ------- | ---- | -------------------------- |
| 1    | ■長野線 | 下り | 須坂・信州中野・湯田中方面 |
| 2    | ■長野線 | 上り | 長野方面                   |

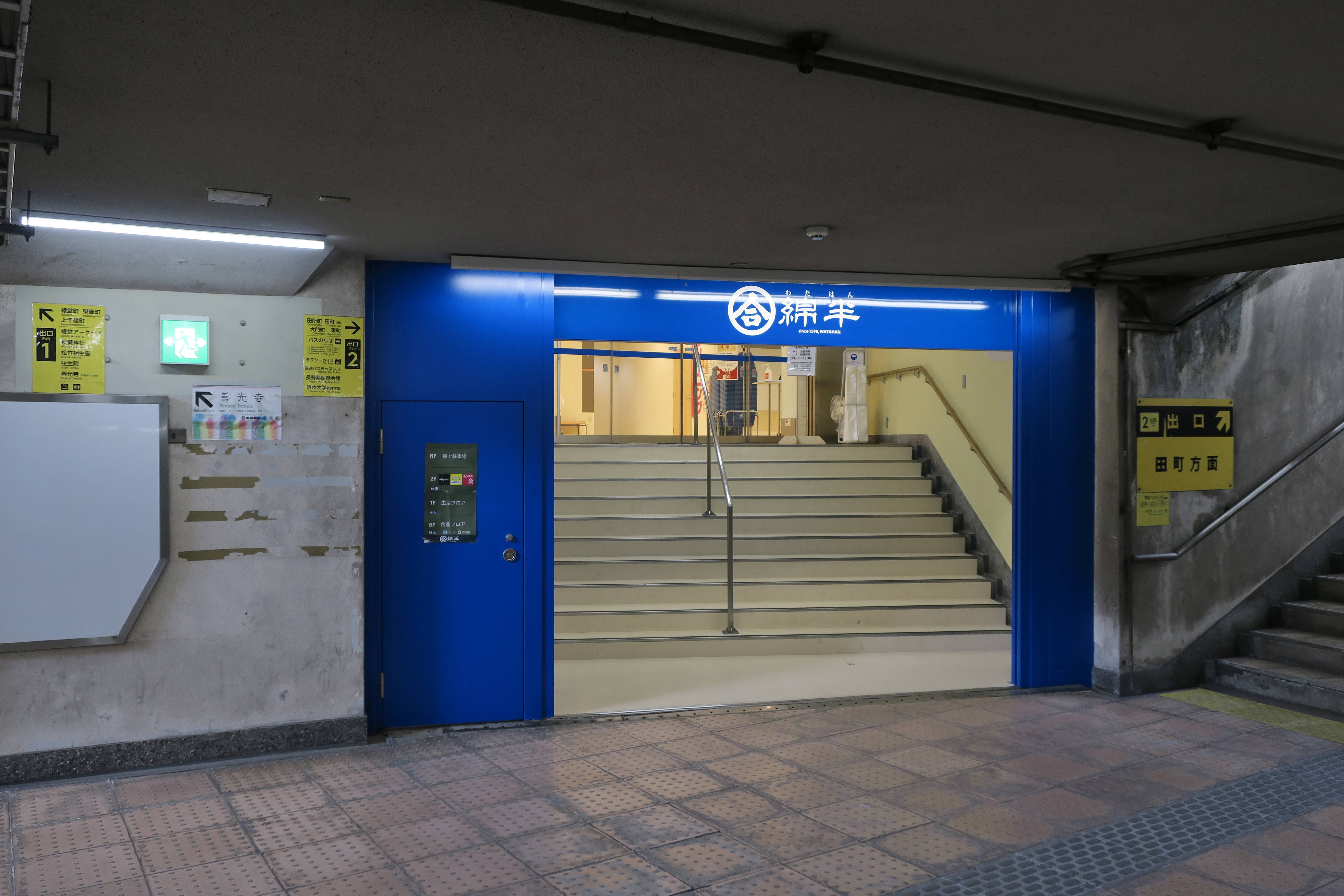
綿半スーパーセンターへの連絡口
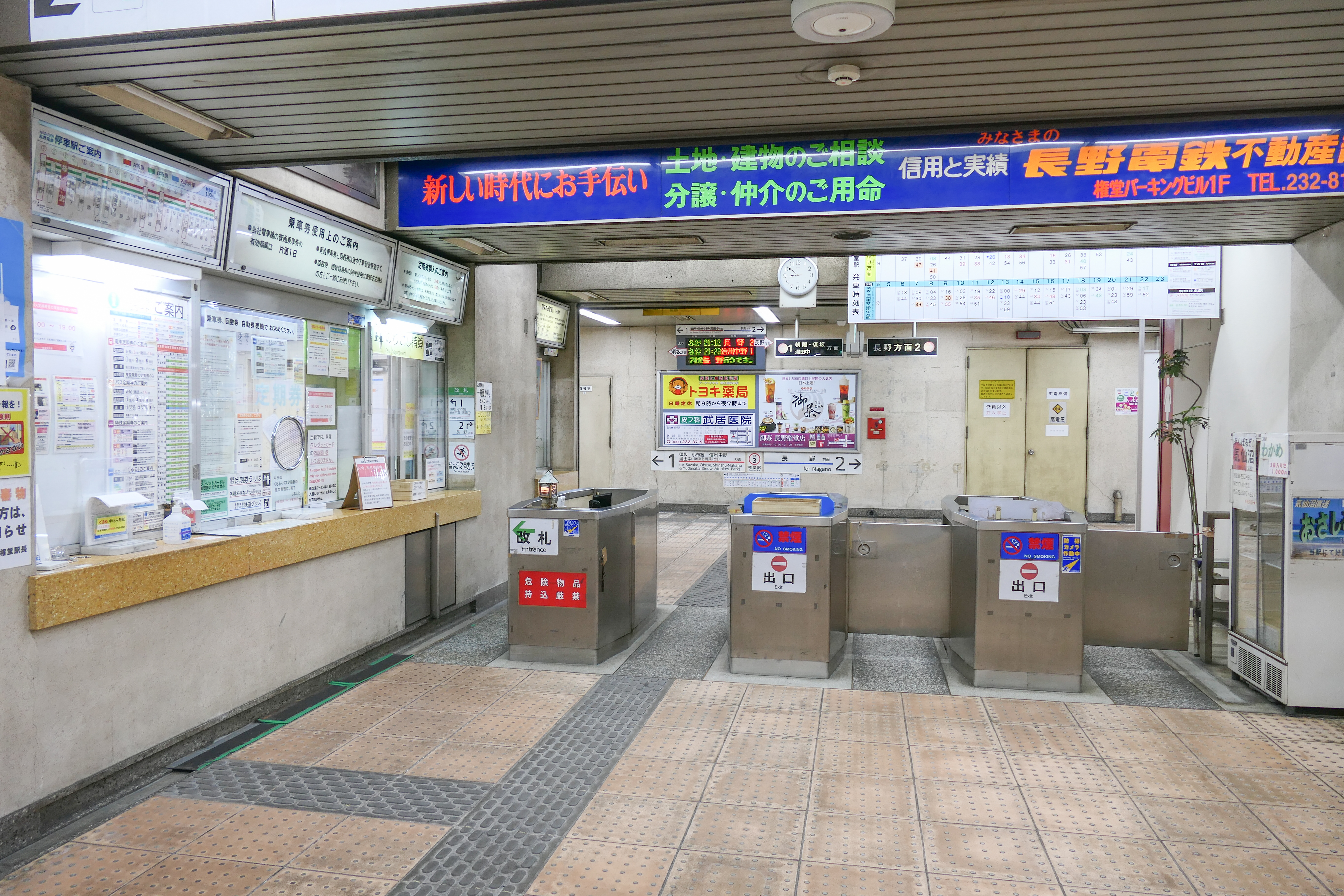
改札口
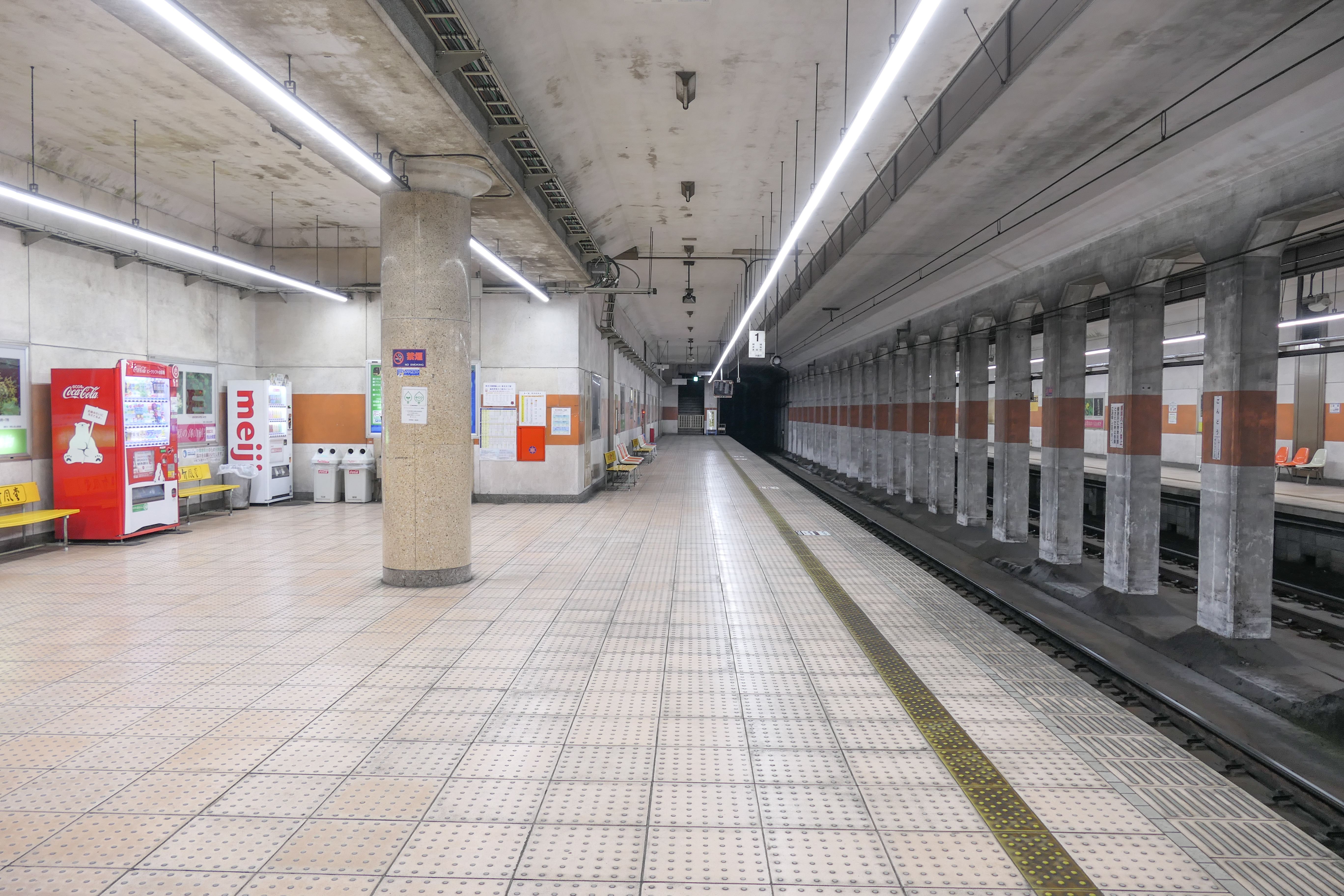
1番線ホーム
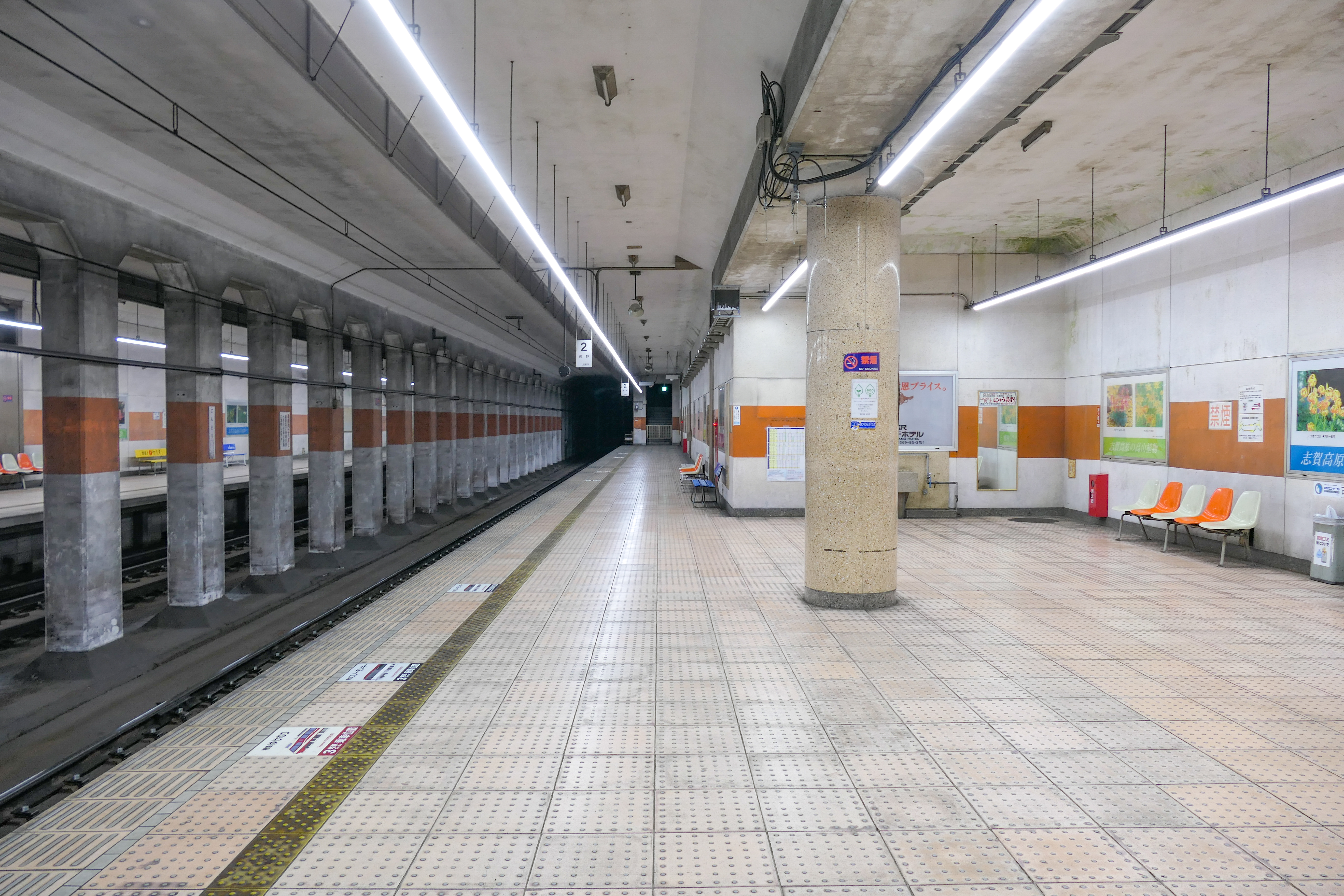
2番線ホーム

## 利用状況
2019年度の一日平均乗車人員は1,265人である。
近年の一日平均乗車人員の推移は下記のとおり。
| 年度   | 一日平均 乗車人員 |
| ------ | ----------------- |
| 2005年 | 1,562             |
| 2006年 | 1,437             |
| 2007年 | 1,463             |
| 2008年 | 1,437             |
| 2009年 | 1,407             |
| 2010年 | 1,337             |
| 2011年 | 1,262             |
| 2012年 | 1,235             |
| 2013年 | 1,202             |
| 2014年 | 1,234             |
| 2015年 | 1,324             |
| 2016年 | 1,305             |
| 2017年 | 1,311             |
| 2018年 | 1,291             |
| 2019年 | 1,265             |

## 駅周辺
- 東側には、長野大通りに沿って南から長野信用金庫権堂支店、権堂イーストプラザSD、長野中央警察署権堂町交番、権堂イーストプラザND(長野電鉄本社が入居。権堂町交番と権堂イーストプラザND一帯は、旧・長野電鉄本社ビル[1]の敷地を再開発により建設)、長電権堂パーキング、長野グランドシネマズがあり、その裏通りには勤労者女性会館しなのきと商工中金長野支店がある。東側のアーケードを抜けると飲屋街が広がり、長野鶴賀郵便局はこの一角にある。かつて、この先には遊廓（鶴賀新地）があった。
- 西側には、綿半スーパーセンター権堂店（旧・イトーヨーカドー長野店）が併設し、隣接して秋葉神社、その先は権堂アーケードの商店街が続いており、長野駅方面から善光寺へ向かう中央通りに繋がる。長野権堂郵便局はアーケードを抜ける直前の四つ辻を右に入る。アーケード内及びその周辺も飲屋街となっている。
- 北側の国道406号（柳町通り）を越えると、住宅街となり、日本政策金融公庫長野支店はこの先にある。
- 須坂方面から県庁へ向かうには、当駅が最寄り駅となる。
- 長野商業高校の最寄り駅であるが、自転車通学や長野駅からの通学者が多いため利用する生徒は少ない。
- 徒歩の場合は長野中央病院、長野市立長野図書館、長野県庁の最寄り駅である。

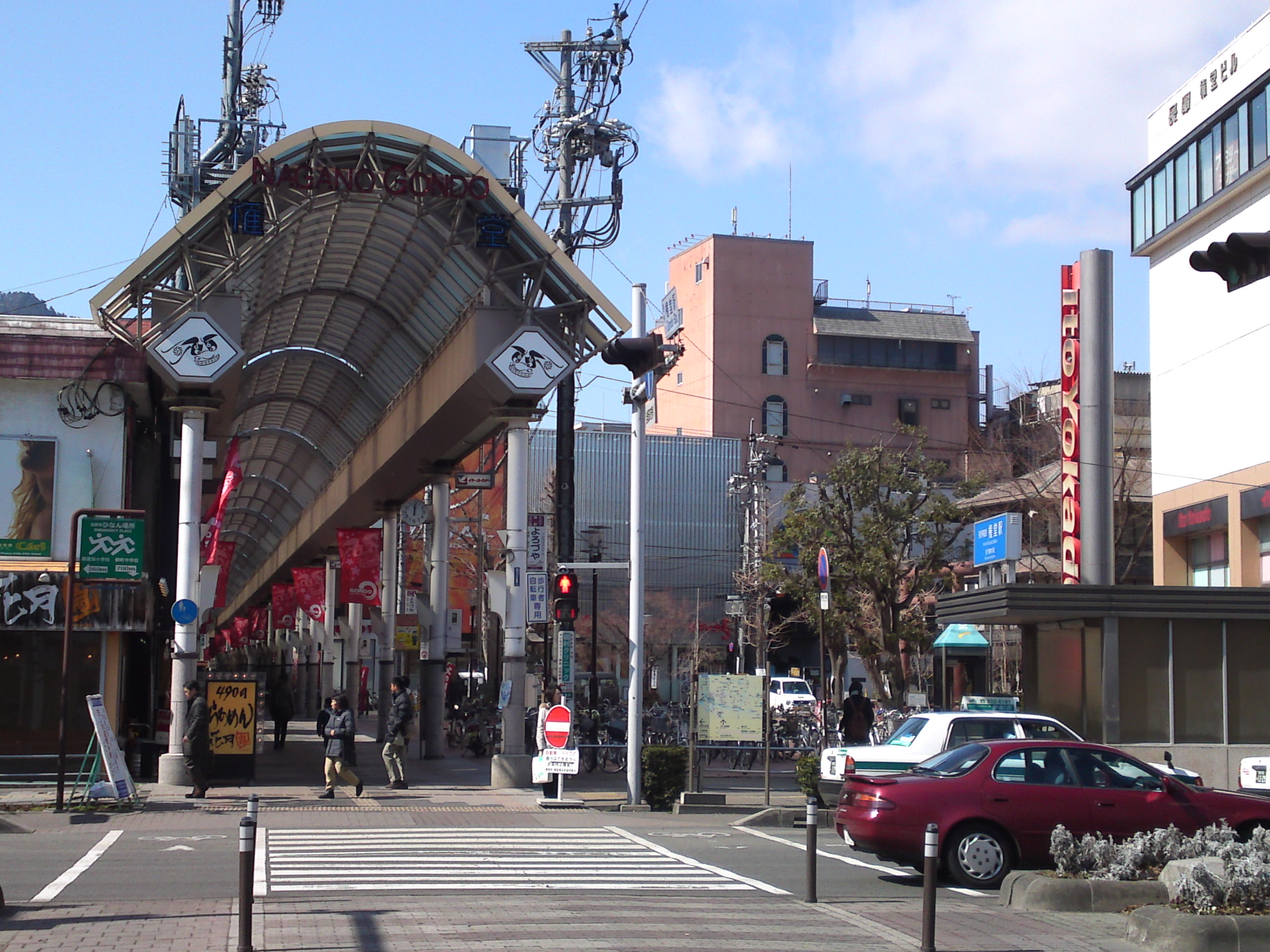
権堂アーケード
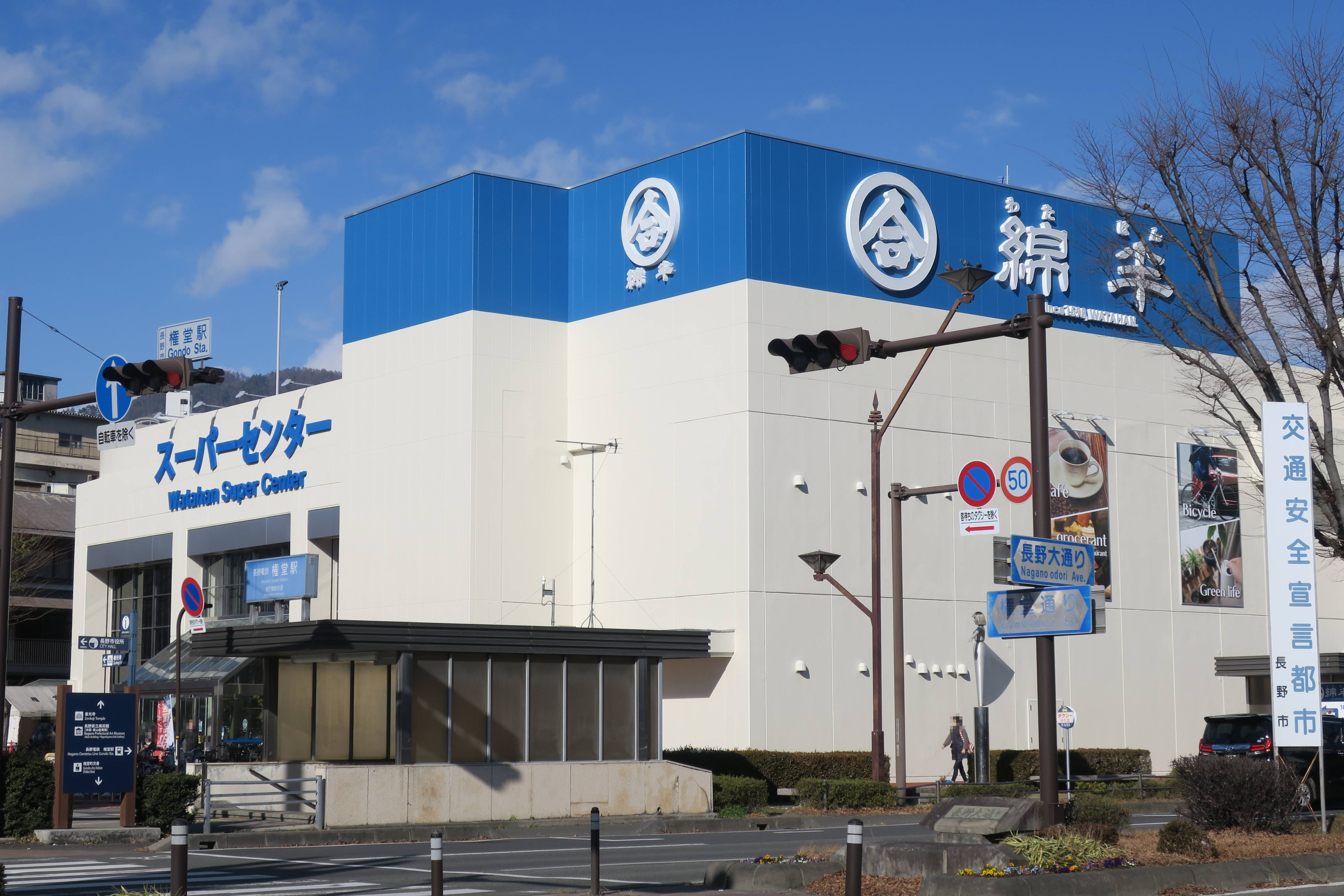
綿半スーパーセンター権堂店
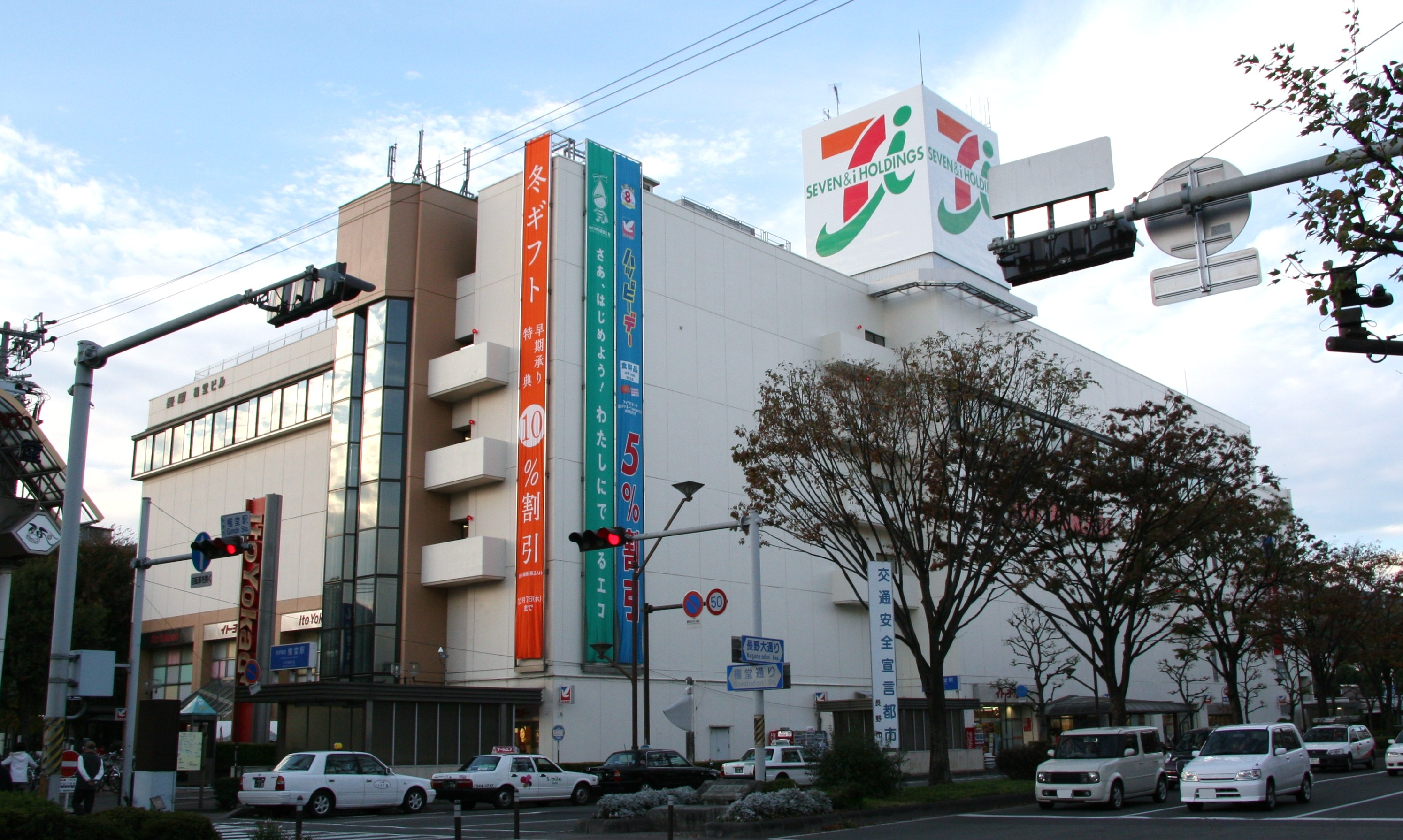
旧イトーヨーカドー長野店（2011年）
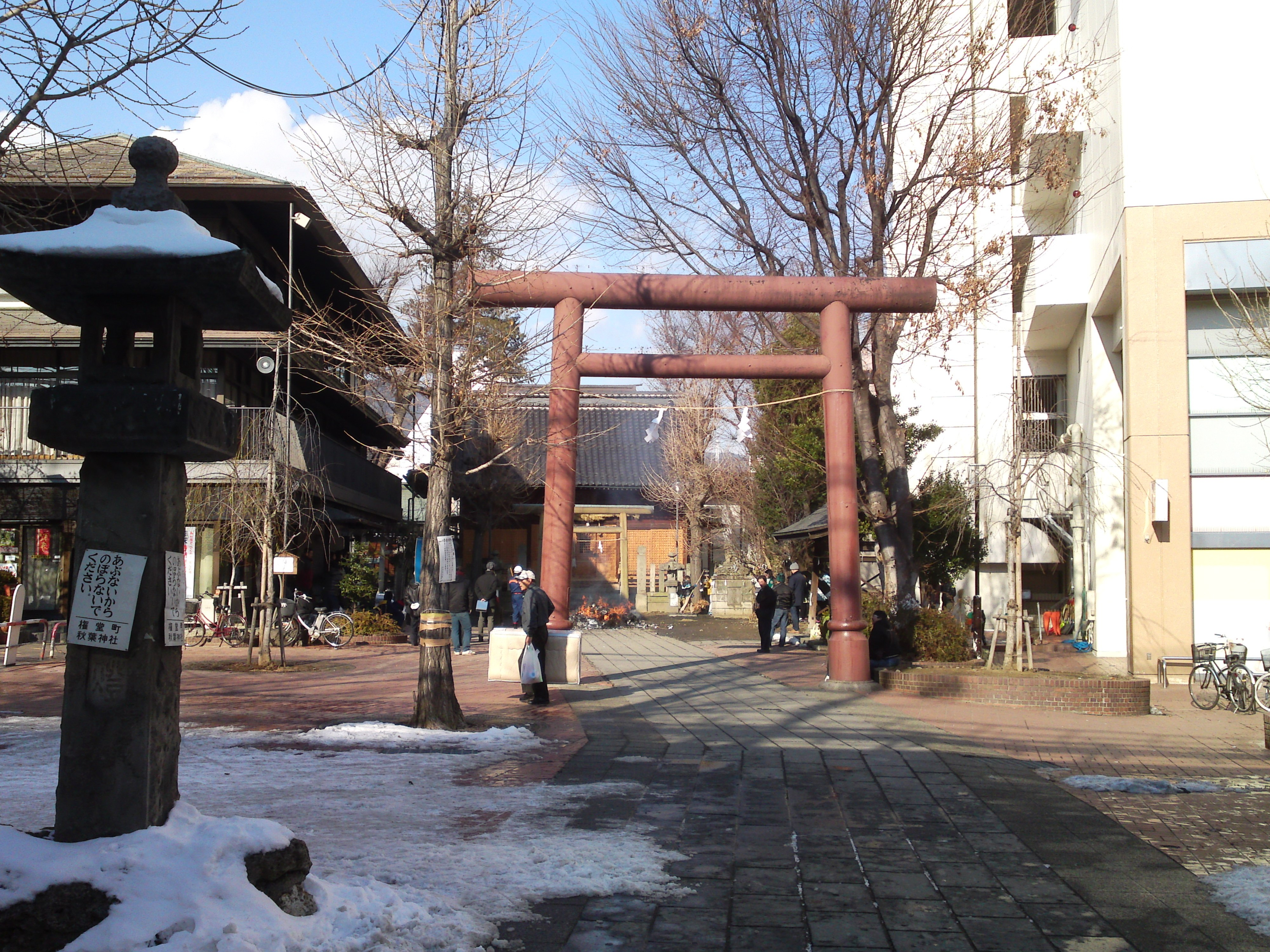
秋葉神社
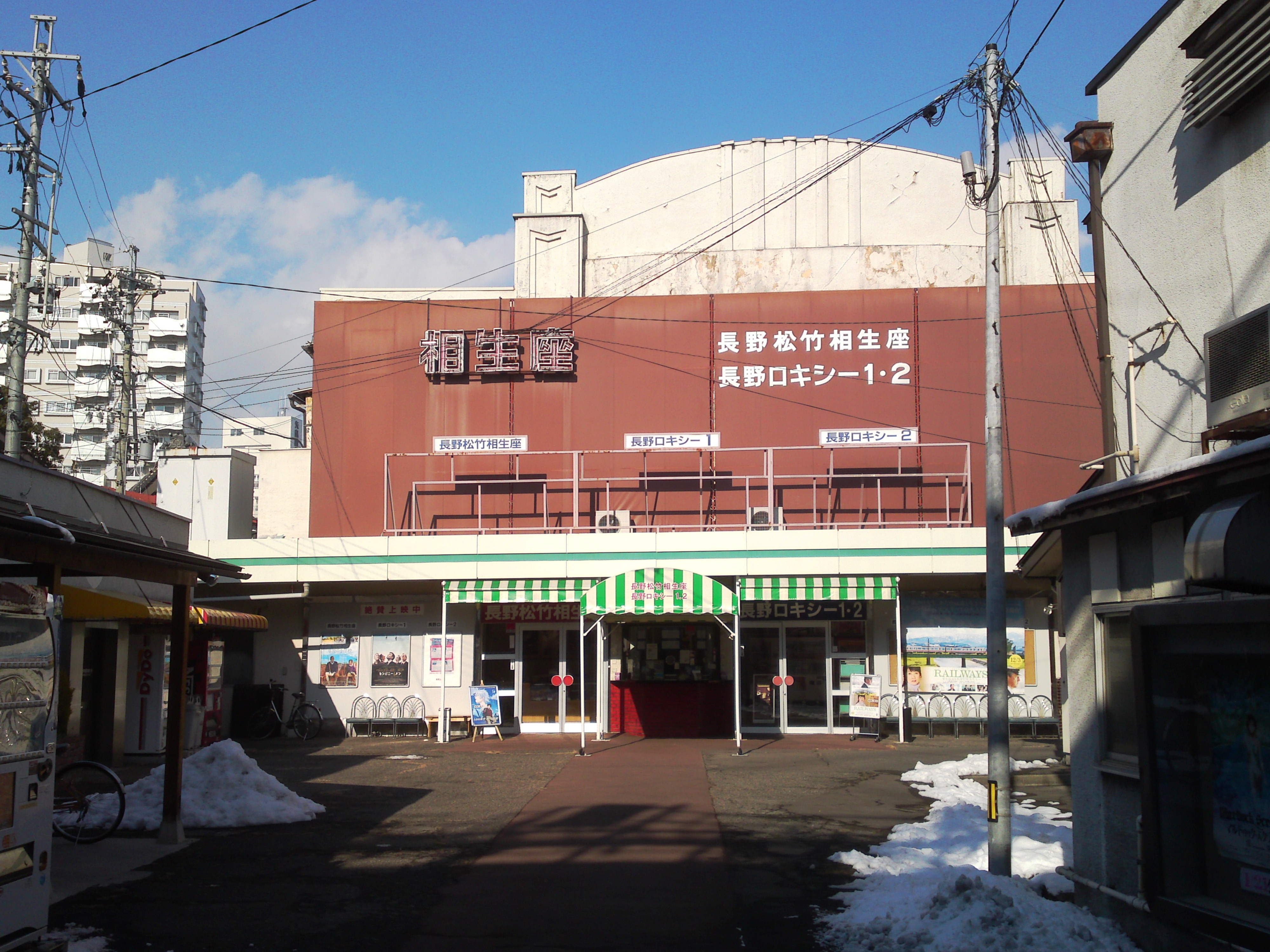
長野松竹相生座
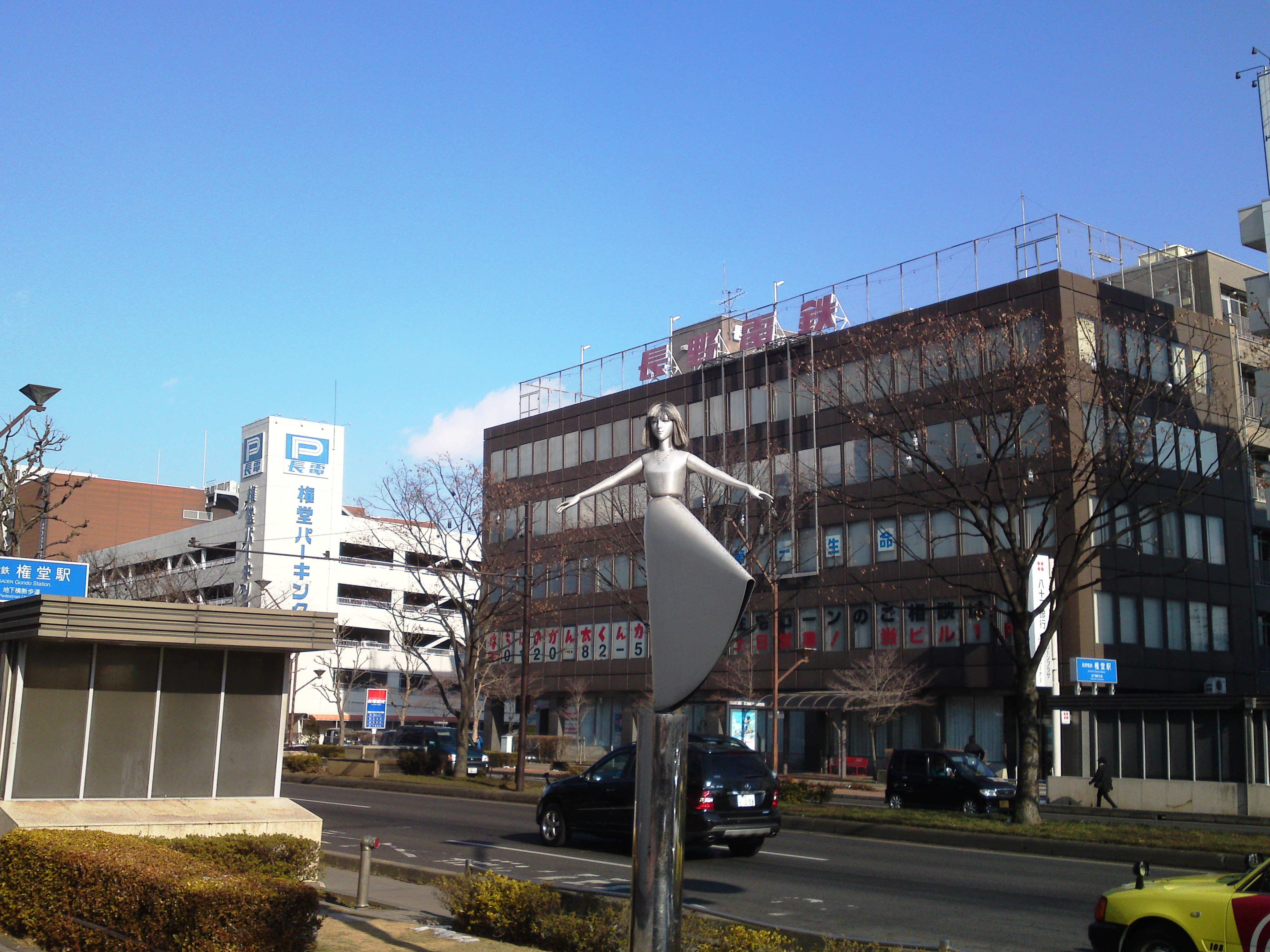
長野電鉄本社 （権堂イーストプラザNDなどに再開発されたため、現存しない）
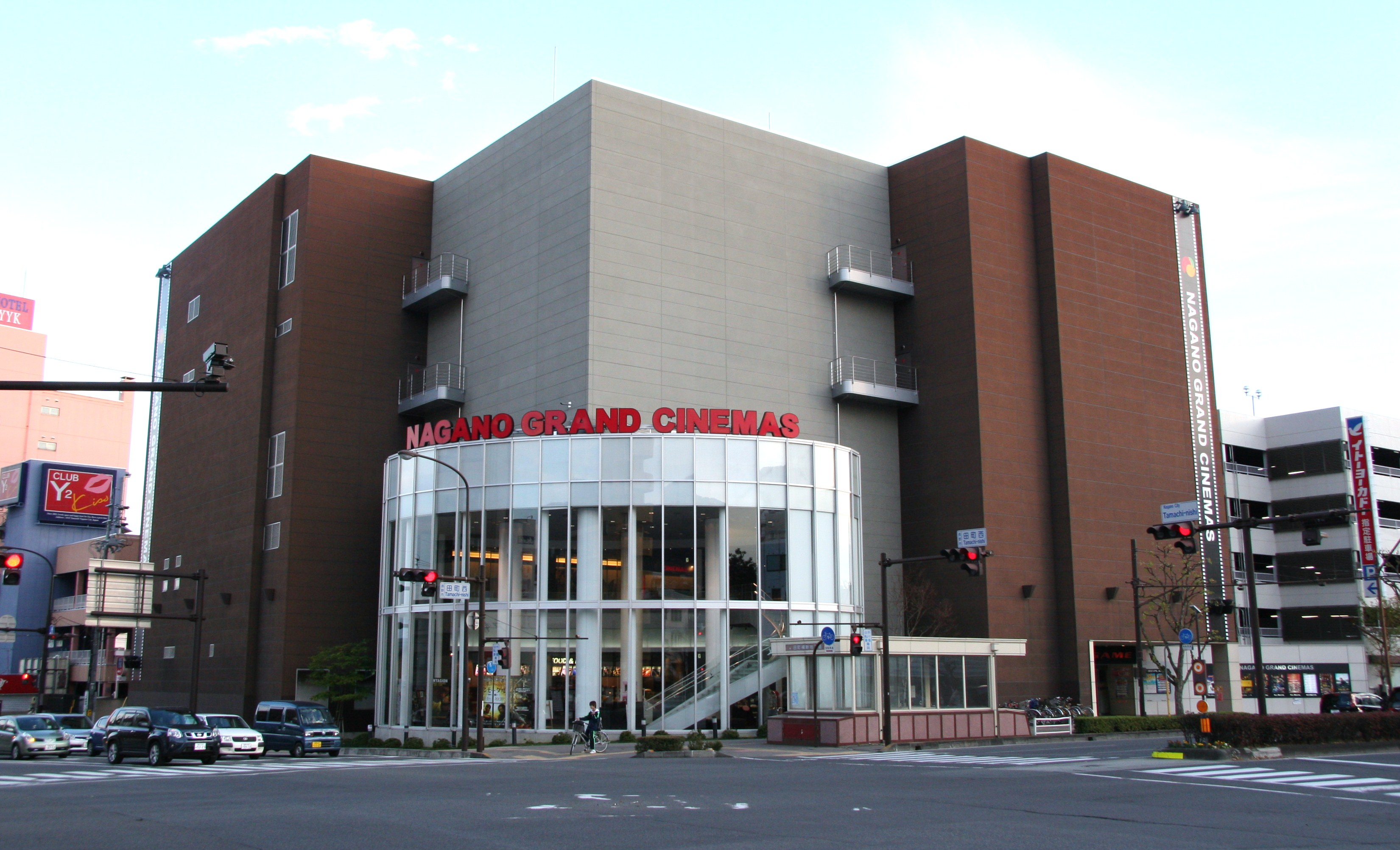
長野グランドシネマズ
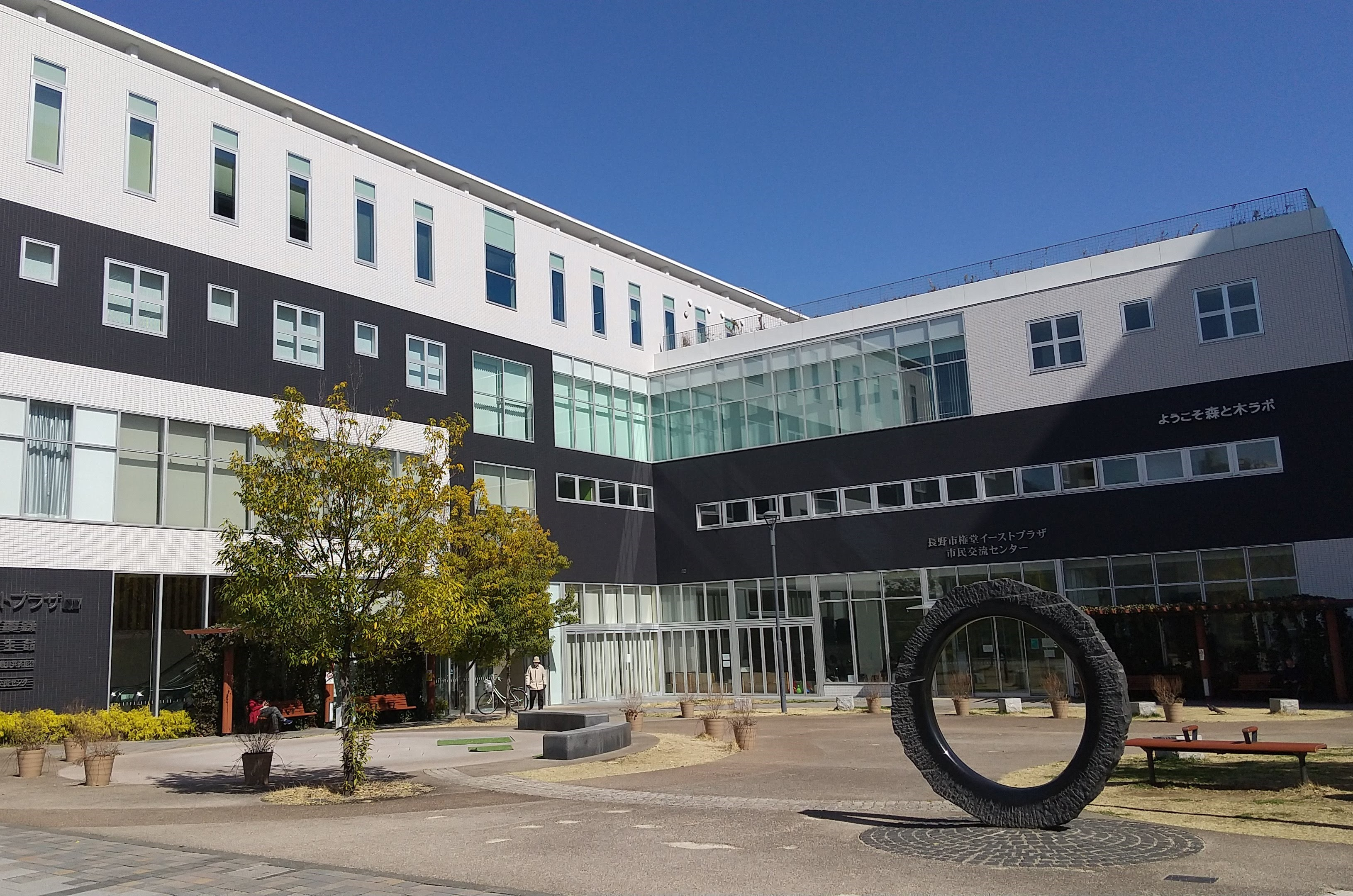
権堂イーストプラザ

## バス路線
駅真上の長野大通りに、長電バス・市街地循環ぐるりん号の権堂停留所がある。

### 長電バス
- 高速 長野 - 池袋線
  - 須坂駅 - 柳原 - 権堂 - 長野駅前 - 川越的場 - 池袋駅東口
- 高速 長野 - 新潟線
  - 権堂 - 長野駅前 - 万代シテイバスセンター - 新潟駅
- 高速 湯田中・長野 - 京都・大阪線
  - 湯田中駅 - 権堂 - 長野駅前 - 京都駅八条口 - 湊町バスターミナル・なんば高速バスターミナル - USJ
- 51 平林線
  - 長野駅 - 権堂 - 平林 - 北尾張部 - 市民病院 - 柳原
- 52 運動公園線
  - 長野駅 - 権堂 - 中央警察署 - 運動公園
- 55 牟礼線
  - 長野駅 - 権堂 - 本郷駅 - 宇木 - 吉田 - 若槻台 - 吉村 - 牟礼
- 61 浅川西条線
  - 長野駅 - 権堂 - 宇木 - 若槻団地 - 浅川西条
- 62 東長野病院線
  - 長野駅 - 権堂 - 宇木 - 徳間西 - 東長野病院
- 63 三才線
  - 長野駅 - 権堂 - 宇木 - 三才駅 - 柳原
- 64 マユミダ・三才線
  - 長野駅 - 権堂 - 檀田 - 三才駅 - 柳原

### 市街地循環ぐるりん号
- 長野駅(C01) → 権堂(C05) → 善光寺大門(C07) → 県庁前(C12) → 長野駅

### 長電タクシー
- ミッドナイトライナー 須坂駅ゆき

## その他
- 長野電鉄は2021年の善光寺ご開帳を控え当駅の駅名を善光寺門前前への改名が検討されたが地元に反対され撤回した。

## 隣の駅
長野電鉄
■長野線
■A特急
長野駅 (N1) - 権堂駅 (N3) - 須坂駅 (N13)
■B特急
市役所前駅 (N2) - 権堂駅 (N3) - 本郷駅 (N5)
■普通
市役所前駅 (N2) - 権堂駅 (N3) - 善光寺下駅 (N4)